# Barton Jahncke
Barton Williams Benedict Jahncke (Nova Orleães, 5 de agosto de 1939 – 7 de janeiro de 2024) foi um velejador estadunidense, campeão olímpico. Ele competiu nos Jogos Olímpicos de Verão de 1968 na classe Dragon e conquistou a medalha de ouro, ao lado de George Friedrichs e Gerald Schreck.
Ele se formou em 1957 pela Escola Episcopal de St. Jahncke foi casado duas vezes. Ele também é considerado uma figura proeminente no Southern Yacht Club.

## Morte
Jahncke morreu em 7 de janeiro de 2024, aos 84 anos.